# Figularia philomela
Figularia philomela är en mossdjursart som först beskrevs av Busk 1884.  Figularia philomela ingår i släktet Figularia och familjen Cribrilinidae. Inga underarter finns listade i Catalogue of Life.